# The Man in Me
The Man in Me – piosenka skomponowana przez Boba Dylana, nagrana przez niego w czerwcu 1970 i wydana jako część albumu New Morning, w październiku 1970.

## Historia i charakter utworu
Piosenka ta została nagrana na 7 sesji w Columbia Studio E z 5 czerwca. Oprócz niej nagrał Dylan wtedy jeszcze: „If Dogs Run Free”, „Sign on the Window”, „Winterlude”, „Father of Night”, „Went to See the Gypsy” (wszystkie te wersje zostały wydane na New Morning) oraz „Ah-Ooh!” (instrumental), „I Forgot to Remember to Forget Her” i „Lily of the West (Flora)”. Ten ostatni utwór został wydany na albumie Dylan.
Ta bardzo osobista piosenka Dylana napisana została dla jego ówczesnej żony Sary, która jako jedyna kobieta potrafiła „dotrzeć do mężczyzny w nim”. Te – i inne podobne – zwroty spowodowały niechętny stosunek feministek do tej piosenki. Padały zarzuty, że melodia jest zapożyczona z piosenki „On the Street Where You Live” z My Fair Lady.
Dylan zaczął po raz pierwszy wykonywać ten utwór na koncertach w 1978, jednak z lekko zmienionym tekstem. Piosenka ta została wykorzystana w filmie Big Lebowski w 1998, co spowodowało wzrost jej popularności i Dylan powrócił do jej wykonywania w czasie następnych tras koncertowych.

## Muzycy
- Bob Dylan – pianino, gitara, harmonijka, wokal

sesja siódma
- Al Kooper – gitara, pianino, wokal
- Charlie Daniels – gitara basowa
- Ron Cornelius – gitara
- Russ Kunkel – perkusja
- Hilda Harris – chórki
- Albertine Robinson – chórki
- Maeretha Stewart – chórki

## Dyskografia
- Bob Dylan na albumie różnych wykonawców ze ścieżką dźwiękową z filmu Big Lebowski (1998)

## Wykonania piosenki przez innych artystów
- Lonnie Mack – Hills of Indiana (1971)
- Al Kooper – A Possible Projection of the Future (1972)
- The Persuasions – Street Corner Symphony (1972)
- McKendree Spring – Tracks (1973); God Bless the Conspiracy (1996)
- Joe Cocker – Stingray (1976)
- Nick Kamen – Nick Kamen (1987)
- Emry Arthur na albumie różnych wykonawców The Music of Kentucky: Early American Rural Classics 1927-1937, Volume 2 (1995)
- Heartland – Heartland Plays Dylan: Your Ming Is Your Temple (1998)
- Matumbi na albumie różnych wykonawców Reggae: I Am King Classic from the Rock Era (2002)